# 那斯洪阿
那斯洪阿（？—1837年），穆尔察氏，字万石，初名那丹珠，满洲镶白旗人。嘉慶癸酉举人，丁丑进士。
先后任吏部主事，工部员外郎，太常寺少卿，内阁学士。
祖父哈逹翰是乾隆十年进士，父成書为乾隆四十九年进士；后世铁良为晚清重臣。